# Episodi di Una donna poliziotto
La prima e unica stagione della serie televisiva Una donna poliziotto (Decoy) è andata in onda negli Stati Uniti dal 14 ottobre 1957 al 28 gennaio 1959 in syndication.
| nº | Titolo originale         | Prima TV USA      | Titolo italiano | Prima TV Italia |
| -- | ------------------------ | ----------------- | --------------- | --------------- |
| 1  | Stranglehold             | 14 ottobre 1957   |                 |                 |
| 2  | Red Clown                | ?                 |                 |                 |
| 3  | The Phoner               | ?                 |                 |                 |
| 4  | To Trap a Thief          | ?                 |                 |                 |
| 5  | Dream Fix                | ?                 |                 |                 |
| 6  | The Savage Payoff        | 1º ottobre 1958   |                 |                 |
| 7  | Deadly Corridor          | 8 ottobre 1958    |                 |                 |
| 8  | Escape into Danger       | 15 ottobre 1958   |                 |                 |
| 9  | The Glass Necklace       | ?                 |                 |                 |
| 10 | The Scapegoat            | 11 marzo 1959     |                 |                 |
| 11 | Two Days to Kill         | 18 marzo 1959     |                 |                 |
| 12 | Queen of Diamonds        | 25 marzo 1959     |                 |                 |
| 13 | My Brother's Killer      | 24 settembre 1958 |                 |                 |
| 14 | Bullet of Hate           | ?                 |                 |                 |
| 15 | Death Watch              | ?                 |                 |                 |
| 16 | Odds Against the Jockey  | ?                 |                 |                 |
| 17 | Dressed for the Kill     | 8 aprile 1959     |                 |                 |
| 18 | An Eye for an Eye        | 15 aprile 1959    |                 |                 |
| 19 | The Challenger           | 22 aprile 1959    |                 |                 |
| 20 | Across the World         | 29 aprile 1959    |                 |                 |
| 21 | The Showplace            | ?                 |                 |                 |
| 22 | Reasonable Doubt         | ?                 |                 |                 |
| 23 | Night of Fire            | ?                 |                 |                 |
| 24 | Saturday Was Lost        | ?                 |                 |                 |
| 25 | High Swing               | 3 giugno 1959     |                 |                 |
| 26 | Earthbound Satellite     | 10 giugno 1959    |                 |                 |
| 27 | The Sound of Tears       | 29 ottobre 1958   |                 |                 |
| 28 | Ladies Man               | 5 novembre 1958   |                 |                 |
| 29 | Cry Revenge              | ?                 |                 |                 |
| 30 | The Gentle Gunmen        | ?                 |                 |                 |
| 31 | Night Light              | 26 novembre 1958  |                 |                 |
| 32 | Fiesta at Midnight       | ?                 |                 |                 |
| 33 | The Lieutenant Had a Son | 17 dicembre 1958  |                 |                 |
| 34 | Shadow of Van Gogh       | ?                 |                 |                 |
| 35 | Tin Pan Payoff           | 19 dicembre 1958  |                 |                 |
| 36 | Blind Date               | ?                 |                 |                 |
| 37 | The Comeback             | 14 gennaio 1959   |                 |                 |
| 38 | First Arrest             | ?                 |                 |                 |
| 39 | The Lost Ones            | 28 gennaio 1959   |                 |                 |

## Stranglehold
- Prima televisiva: 14 ottobre 1957
- Diretto da: Don Medford

### Trama
- Guest star: Joanne Linville (Molly), Bruce Gordon (tenente Andrews), Arch Johnson (Donovan), Anna Minot (Jean), Betty Garde (Landlady)

## Red Clown
- Prima televisiva: ?
- Diretto da: Teddy Sills
- Scritto da: Leon Tokatyan

### Trama
- Guest star: Anita Stober (proprietaria), Bill Quinn (McGraw), Barbara Myers (Bobby), Barbara Barrie (Mrs. Foley), John McLiam (Mike)

## The Phoner
- Prima televisiva: ?
- Diretto da: Teddy Sills
- Scritto da: Leon Tokatyan

### Trama
- Guest star: Joseph Bernard (detective Seidel), Ed Bryce (detective Kostock), Frank Campanella (tenente Torre), Frank Sutton (The Phoner), Patricia Englund (Betty)

## To Trap a Thief
- Prima televisiva: ?
- Diretto da: Teddy Sills
- Scritto da: Jerome Coopersmith

### Trama
- Guest star: George McCoy (detective), John McGovern (Whitaker), George Mitchell (Torrino), Mary James (Miss Bamf), Frank Overton (Bergen)

## Dream Fix
- Prima televisiva: ?
- Diretto da: Teddy Sills
- Scritto da: Steven Gardner

### Trama
- Guest star: Phyllis Newman (Joanne), Les Damon (Kitteredge), Simon Oakland (tenente), Henry Beckman (Frank Bandiner), Alfred Hinckley (Troy)

## The Savage Payoff
- Prima televisiva: 1º ottobre 1958
- Diretto da: Teddy Sills

### Trama
- Guest star: Bobby Helier (Ray), Steve Pluta (Bobby Philips), Sam Gray (Frank Henderson), John Kellogg (Coach), Bill Zuckert (detective Sam Franklin), Don Hastings (Dave Carter)

## Deadly Corridor
- Prima televisiva: 8 ottobre 1958
- Diretto da: Teddy Sills

### Trama
- Guest star: John Newton (procuratore distrettuale), Jane Rose (Matron), Colleen Dewhurst (Taffy), Peggy Feury (Paula), Lois Nettleton (Lois)

## Escape into Danger
- Prima televisiva: 15 ottobre 1958
- Diretto da: Teddy Sills

### Trama
- Guest star: Mary Michael (Mrs. Frost), Clifton James (Raymond), George L. Smith (Lerner), John McLiam (padre Kelly), Virginia Kaye (Katy), Madeleine Sherwood (Mary)

## The Glass Necklace
- Prima televisiva: ?
- Diretto da: Teddy Sills

### Trama
- Guest star: Robert Goodier (Howell), Rita Vale (Mrs. Babson), Martin E. Brooks (Larry)

## The Scapegoat
- Prima televisiva: 11 marzo 1959
- Diretto da: Teddy Sills

### Trama
- Guest star: Leta Bonynge (Social Worker), Dorothy Sands (Mrs. Boyer), Melville Ruick (dottor Richard), John Connell (detective Hopkins), Lenka Peterson (Dorothy Boyer)

## Two Days to Kill
- Prima televisiva: 18 marzo 1959
- Diretto da: Stuart Rosenberg

### Trama
- Guest star: Claire Edmonds (Landlady), Charles Mendick (Drunk), Henry Vehez (Bellhop), James Bender (ADA Greenfield), Michael Strong (Johnny Troy), Diane Ladd (Selma Richmond)

## Queen of Diamonds
- Prima televisiva: 25 marzo 1959
- Diretto da: Teddy Sills

### Trama
- Guest star: Matt Crowley (sergente), Al Hinkley (tenente), Richard Ward (Alex), James Mitchell (Frank), Kay Medford (Georgia), Al Lewis (Chi Chi)

## My Brother's Killer
- Prima televisiva: 24 settembre 1958
- Diretto da: Stuart Rosenberg

### Trama
- Guest star: Leonard Stone (2nd Cop), Fred J. Scollay (1st Cop), Joseph Roman (Frank Bernard), Joseph Campanella (sergente), Barbara Barrie (Anne), Sy Travers (Harold Bishop), Frank Campanella (tenente Harris), Bernard Kates (Victor Bernard)

## Bullet of Hate
- Prima televisiva: ?
- Diretto da: Teddy Sills
- Scritto da: Don Ettlinger

### Trama
- Guest star: Alfred Ryder (zio Lester), Sandra Whiteside (Stella), Richard Abbott (dottore), Joanna Roos (Zia Mary), William Thourlby (detective)

## Death Watch
- Prima televisiva: ?
- Diretto da: Stuart Rosenberg

### Trama
- Guest star: Frank Maxwell (Jergen), Lois Wheeler (Evelyn), Harry Holsten (Rudy), Stefan Schnabel (Klausner)

## Odds Against the Jockey
- Prima televisiva: ?
- Diretto da: Teddy Sills

### Trama
- Guest star: Tom Pedi (Maxie), Mason Adams (Wendover), Jimmy Little (tenente)

## Dressed for the Kill
- Prima televisiva: 8 aprile 1959
- Diretto da: Stuart Rosenberg

### Trama
- Guest star: Bilma Kurer (Toni), Rebecca Sand (Virginia), Bernard Lenrow (Ben), Evelyn Russell (Betty), Chris Gampel (Rice), Martin Newman (Larry), Ludwig Donath (Fred)

## An Eye for an Eye
- Prima televisiva: 15 aprile 1959

### Trama
- Guest star: Edward Asner (sergente), Lawrence Fletcher (tenente), Norman Rose (Rico), Dick Davalos (Danny), Lilia Skala (Mama Dumbrowsky)

## The Challenger
- Prima televisiva: 22 aprile 1959
- Diretto da: Stuart Rosenberg

### Trama
- Guest star: Lin Pierson (Jane Capper), Arch Johnson (sergente Hal Crown), Vincent Gardenia (Bull), Robert Carraway (Lenny Capper), Frank Sutton (Hecky)

## Across the World
- Prima televisiva: 29 aprile 1959
- Diretto da: Teddy Sills

### Trama
- Guest star: Harry Berman (detective Kramer), John Newton (tenente Kendall), Milton Selzer (1st Officer Denning), John Cassavetes (Carl Walton), Arthur Batanides (Carson), Frank Silvera (Andrew Garcia)

## The Showplace
- Prima televisiva: ?

### Trama
- Guest star: Robert McQueeney (O'Brien), Bill Hayes (Gordon), Lou Polan (Al)

## Reasonable Doubt
- Prima televisiva: ?

### Trama
- Guest star: Gene Peterson (Franklin), Edward Holmes (poliziotto), Ed Walsh (Oscar), Anna Minot (Julia), Joseph Warren (Lawrence), Tom Carlin (John)

## Night of Fire
- Prima televisiva: ?

### Trama
- Guest star: Clifford David (Joe), Betty Lou Holland (Michele), Howard Wierum (Risco), Fred Sadoff (Williams), Tomas Milian (Miguel)

## Saturday Was Lost
- Prima televisiva: ?
- Diretto da: Stuart Rosenberg
- Scritto da: Leon Tokatyan

### Trama
- Guest star: Charles Rae King (detective), Louis Guss (esercente dell'hotel), William Hickey (Billy), Larry Hagman (Kenneth Davidson), Simon Oakland (sergente Steve Necclo), Barbara Lord (Beth Wilson)

## High Swing
- Prima televisiva: 3 giugno 1959
- Diretto da: David Alexander
- Scritto da: Don Ettlinger

### Trama
- Guest star: Len Wayland (Tom), William Woodson (Ed), Zohra Lampert (Ann), Edith Atwater (Lily Flagler), Albert Dekker (Otto Flagler), James McMahon (dottore)

## Earthbound Satellite
- Prima televisiva: 10 giugno 1959
- Diretto da: Michael Gordon

### Trama
- Guest star: Leslie Barrett (Prescott), Philip Faversham (Jackson), Paul Eilers (Sonny Van Brock), Bruce Evans (Willis), Don Briggs (Logan), John Kellogg (tenente Davis), Whitfield Connor (George Courtney)

## The Sound of Tears
- Prima televisiva: 29 ottobre 1958
- Diretto da: Marc Daniels
- Scritto da: Lillian Andrews

### Trama
- Guest star: Edward Claymore (Russell), Charles Mendick (Doyle), Muriel Kirkland (Mrs. Morgan), Molly Kirkland (Susan), Suzanne Pleshette (Wendy)

## Ladies Man
- Prima televisiva: 5 novembre 1958
- Diretto da: Stuart Rosenberg
- Scritto da: Abram S. Ginnes

### Trama
- Guest star: Joseph Sullivan (capo della polizia), Ludmilla Toretzka (Mrs. Korefskaya), Frank Marth (tenente Crown), Arny Freeman (Lupo), Joan Harvey (Maggie), Chris Kane (Pearl Dillard), Lois Nettleton (Lois Bergen), Michael Tolan (Al Bergen)

## Cry Revenge
- Prima televisiva: ?

### Trama
- Guest star: Lee Bergere (Anderson), Philip Sterling (Basilio), Fran Carlon (Mrs. Hart), Zohra Lampert (Norma), Lonny Chapman (Farley)

## The Gentle Gunmen
- Prima televisiva: ?

### Trama
- Guest star: Amelia Romano (Mrs. Moran), Bert Freed (tenente), James O'Rear (Johnson), Ann Hegira (Mrs. Levin), Ludwig Donath (Levin)

## Night Light
- Prima televisiva: 26 novembre 1958
- Diretto da: Stuart Rosenberg

### Trama
- Guest star: Clem Fowler (Roy Keller), Jean Alexander (Gertrude Brewer), Harry Davis (Arnold), Ralph Stantley (detective Regan), Martin Wolfson (Joe Munday), Pud Flanagan (Tommy Spandau), Martin Balsam (Nick Spandau)

## Fiesta at Midnight
- Prima televisiva: ?

### Trama
- Guest star: Martin Andrews (Bell), Mary Michael (Mrs. O'Connell), Dario Barri (Raoul), Míriam Colón (Maria), Tomas Milian (Juan), Gloria Marlowe (Anita)

## The Lieutenant Had a Son
- Prima televisiva: 17 dicembre 1958
- Diretto da: David Alexander

### Trama
- Guest star: Robie Grant (Larry Jr.), Richard Silvera (Charlie), Joseph Sullivan (sergente Larson), Will Kuluva (Stan Pappas), Loretta Leversee (Ellen Hayes), Leo Penn (Larry Hayes)

## Shadow of Van Gogh
- Prima televisiva: ?
- Diretto da: Michael Gordon
- Scritto da: Saul Levitt

### Trama
- Guest star: Henry Evans (Artist), Norma Frances (Millie), Eleanor Phelps (Miss Deene), David Bauer (Fletcher), Curt Conway (Ransome), Edgar Stehli (Corso), Ray Reinhardt (Jack Wilson)

## Tin Pan Payoff
- Prima televisiva: 19 dicembre 1958
- Diretto da: David Alexander
- Scritto da: Steven Gardner

### Trama
- Guest star: Don Saroyan (Salesman), Matt Crowley (tenente Bliss), Elaine Aiken (Margaret), Lee Bergere (Jerry), Ellen Parker (Sally), Mike Kellin (Harry)

## Blind Date
- Prima televisiva: ?
- Diretto da: Stuart Rosenberg
- Scritto da: Nicholas E. Baehr

### Trama
- Guest star: Connie Lembcke (infermiera), Louis Guss (Augie), Frank Campanella (tenente Cella), Elliott Sullivan (Vincent Mueller), Irene Dailey (Millie Baker), Lou Polan (Phil Coulouris), Mary Finney (Gladys Shriner)

## The Comeback
- Prima televisiva: 14 gennaio 1959
- Diretto da: David Alexander
- Scritto da: Don Ettlinger

### Trama
- Guest star: Tom Koel (detective), Ed Bryce (tenente Bryce), Peter Falk (Fred Dana), Hal Huber (Butel)

## First Arrest
- Prima televisiva: ?
- Diretto da: Arthur H. Singer
- Scritto da: Jerome Coopersmith

### Trama
- Guest star: Joshua Shelley (Willie Graff), Joe Silver (Bennie), Ruth McDevitt (Mrs. Graff), Curt Conway (tenente Hardin), Ellen Madison (Jeannie), Edward Holmes (Barker)

## The Lost Ones
- Prima televisiva: 28 gennaio 1959
- Diretto da: Arthur H. Singer

### Trama
- Guest star: Danny Dennis (membro della banda), Steven Saunders (Bucket), Joseph Sullivan (tenente), Adelaide Klein (Mrs. Karamer), Timmy Everett (Sheik), Morton Lighter (Ray), Phyllis Newman (Elsa)